# Vágner Love
Vágner Silva de Souza (* 11. června 1984 Rio de Janeiro) známý jako Vágner Love [Vágner Lav] je brazilský profesionální fotbalista, který hraje na pozici útočníka za dánský klub FC Midtjylland.
Mezi lety 2004 a 2007 odehrál 20 zápasů za brazilskou reprezentaci, ve kterých vstřelil 4 branky.
Za rok 2008 získal ocenění „Fotbalista roku“ v Rusku podle novin Sport-Express.
Je po něm pojmenována německá popová kapela Wagner Love.

## Klubová kariéra
S CSKA Moskva vyhrál Pohár UEFA 2004/05.

## Reprezentační kariéra
V A-týmu Brazílie (tzv. Seleção) debutoval 11. 7. 2004 na turnaji Copa América 2004 proti Kostarice (výhra 4:1).